# Olympische Sommerspiele 1968/Teilnehmer (Amerikanische Jungferninseln)
| Gelbes Symbol für Goldmedaillen mit stilisierten Olympischen Ringen | Graues Symbol für Silbermedaillen mit stilisierten Olympischen Ringen | Braundes Symbol für Bronzemedaillen mit stilisierten Olympischen Ringen |
| ------------------------------------------------------------------- | --------------------------------------------------------------------- | ----------------------------------------------------------------------- |
| —                                                                   | —                                                                     | —                                                                       |

Die Amerikanischen Jungferninseln nahmen an den Olympischen Sommerspielen 1968 in Mexiko-Stadt mit einer Delegation von sechs Sportlern (alles Männer) teil. Es war die erste Teilnahme an Olympischen Spielen. Fahnenträger bei der Eröffnungsfeier war der Gewichtheber Leston Sprauve.

## Teilnehmer nach Sportarten

### Gewichtheben
| Athleten       | Wettbewerb    | Reißen  | Reißen | Stoßen   | Stoßen | Military Press | Military Press | Gesamtgewicht | Gesamtgewicht | Endstand | Endstand |
| Athleten       | Wettbewerb    | Gewicht | Rang   | Gewicht  | Rang   | Gewicht        | Rang           | Gewicht       | Rang          | Rang     |          |
| -------------- | ------------- | ------- | ------ | -------- | ------ | -------------- | -------------- | ------------- | ------------- | -------- | -------- |
| Herren         |               |         |        |          |        |                |                |               |               |          |          |
| Leston Sprauve | Schwergewicht | 140 kg  | 11     | 177,5 kg | 11     | 150 kg         | 11             | 467,5 kg      | 12            | 12       |          |

### Leichtathletik
Laufen und Gehen 
| Athleten        | Wettbewerb   | Vorlauf | Vorlauf | Halbfinale    | Halbfinale    | Finale        | Finale        | Rang |
| Athleten        | Wettbewerb   | Zeit    | Rang    | Zeit          | Rang          | Zeit          | Rang          | Rang |
| --------------- | ------------ | ------- | ------- | ------------- | ------------- | ------------- | ------------- | ---- |
| Herren          |              |         |         |               |               |               |               |      |
| Franklin Blyden | 110 m Hürden | 14,74 s | 2       | ausgeschieden | ausgeschieden | ausgeschieden | ausgeschieden | -    |
| Carl Plaskett   | 200 m        | 21,29 s | 5       | ausgeschieden | ausgeschieden | ausgeschieden | ausgeschieden | -    |

### Segeln
| Herren                     |                 |       |    |
| Per Dohm                   | Finn-Dinghy     | 197,0 | 32 |
| John Hamber, Rudy Thompson | Flying Dutchman | 172,0 | 25 |

## Weblink
- Olympiamannschaft der Amerikanischen Jungferninseln 1968 in der Datenbank von Sports-Reference (englisch; archiviert vom Original)